# Јаков Агам
Јаков Агам (хебр. יעקב אגם; рођен као Yaacov Gipstein, датума: 11. мај 1928) је израелски вајар и експериментални уметник најпознатији познат по својим радовима везаним за оп арт и кинетичку уметност.
Рођен у Израелу, (тада Палестини) из религиозне породице, Агам похађа Безалел школу уметности и дизајна у Јерусалиму, али се касије сели у Цирих а после и у Париз, где је и данас стациониран. Његова прва самостална изложба била је у „Галерији Гравен“ године 1953, а већ 1955. постаје један од водећих пионира у области кинетичке уметности на историјској важној изложби названој „Покрет“ (Le Mouvement) у галерији Дениз Рене, заједно са уметницима као што су Пол Бури, Александер Калдер и Жан Тигиели.
Агамов рад је апстрактне форме, обухвата кинетичку уметност, са покретом, користећи често светлост и звуке у својим делима. Његови најбољи радови су „Дупла Метаморфоза III" (1965), „Визуелни музички оркестар“ (1989) и фонтане La Défense стациониране у Паризу (1975) и Дизенгофовом тргу у Тел Авиву (1986). Такође је познат по начину штампе по имену Агамограф, који користи нарочита сочива да би брзо приказали различите слике, све зависећи од угла коју посматрач заузима.
Године 1996. Агам добија награду „Јан Амос“ од стране Унеска за „Агамов метод“, која постиче визуелну едукацију мале деце.